# عبد الرحمن بن سعود بن عبد العزيز آل سعود
الأمير عبد الرحمن بن سعود بن عبد العزيز آل سعود (19 نوفمبر 1940 - 29 يوليو 2004) والده الملك سعود ووالدته هي الأميرة الجوهرة بنت تركي بن أحمد السديري، وهو الابن الثالث عشر من أبناء الملك سعود.

## مولده ونشأته
ولد الأمير عبد الرحمن بن سعود بن عبد العزيز آل سعود في مدينة الرياض في يوم 20 شوال 1359 هـ الموافق 19 نوفمبر 1940 وترعرع فيها وكان من أبرز طلبة معهد الأنجال، توفيت والدته وهو لم يتجاوز الخامسة عشرة من العمر وقال فيها قصيدة.
حفظ الأمير عبد الرحمن بن سعود القرآن الكريم كاملًا، وكان من الحريصين على مساهمته في العديد من الأعمال الخيرية، أبرزها التكفل بمصاريف العديد من الأسر الفقيرة، وهو ما لم يُعلن إلا بعد وفاته، من قبل الأسر التي كانت تحضى برعايته.
درس في معهد الأنجال عند الشيخ عثمان الصالح، وخلال المراحل الدراسية كانت له مساهماته الإعلامية في صحيفة المعهد سواء في مجال الكتابة أو الحوارات الصحفية لرموز معهد الأنجال، وكان يحب الرياضة حيث لعب كرة القدم، ومثل المعهد كحارس مرمى في أكثر من مناسبة، كما مارس الفروسية وحقق من خلال سباقات الحواجز عددًا من البطولات، علاوة على رياضه السباحة. وقد مثل منتخب الوسطى للمدارس في ذلك الحين.

## المناصب التي شغلها
- مشرفًا على الحرس الملكي.
- مدير عام المنتخبات السعودية في دورة كأس الخليج الرابعة عام 1976 والتي أقيمت في العاصمة القطرية الدوحة.
- رئيس الاتحاد السعودي لكرة الطائرة لنحو 16 سنة.
- رئيس الاتحاد السعودي لكرة السلة لعدة سنوات.
- رئيس اللجنة الفنية بالاتحاد السعودي لكرة القدم.
- عضو اللجنة العليا للاحتراف في الاتحاد السعودي لكرة القدم.
- عضو الاتحاد السعودي لكرة القدم.
- عضو اللجنة الأولمبية السعودية.
- رئيس مجلس إدارة نادي النصر السعودي لمدة زادت عن الـ 40 عامًا.[1]

## الأمير الشاعر
كان الأمير عبد الرحمن ينظم الشعر، كما كان للأدب اهتمامًا في حياته، حيث كان يستضيف في قصره العديد من المنتديات الأدبية وأيضًا الشعرية، ويتم فيها نقاش كل ما يتعلق بالأدب والشعر.

## أبرز المقولات
من أبرز ما كان يردده الأمير عبد الرحمن (النصر بمن حضر)، (اختلاف الرأي لا يفسد للود قضية)، (لكل قاعدة شواذ)، (النصر طموح كل إنسان في الحياة).وهو كذلك

## الجوائز والأوسمة التي حصل عليها
حصل الأمير عبد الرحمن بن سعود خلال مسيرته الرياضية التي استمرت لأكثر من 40 سنة على العديد من الجوائز والأوسمة، ومن تلك الجوائز:
- جائزة اللجنة الأولمبية الدولية كأبرز الشخصيات التي خدمت الرياضة خلال القرن الماضي.

- وسام الرواد العرب المقدم من جامعة الدول العربية تقديرا لإسهاماته في دعم الرياضة العربية.
- جائزة الاستحقاق الرياضي الدولية الكبرى من لجنة التحكيم الدولية.
- جائزة المفتاحة وتسلمها من سمو أمير منطقة عسير خالد الفيصل.

وغيرها من الأوسمة.

## رئاسة النصر
أصبح رئيسًا للنصر عام 1383 هـ / عام 1962م، وحقق عدداً من البطولات مع النصر أكثر من 13 بطولة، وقضى الأمير أكثر من ثلثي عمره في خدمة النادي. وترك رئاسة نادي النصر عام 1997م، ثم عاد لرئاسة النادي في فبراير من عام من عام 2000م.

## أسرته

### إخوته الأشقاء
- الأمير فيصل بن سعود بن عبد العزيز آل سعود
- الأمير نايف بن سعود بن عبد العزيز آل سعود
- الأمير ممدوح بن سعود بن عبد العزيز آل سعود
- الأمير أحمد بن سعود بن عبد العزيز آل سعود
- الأمير عبد العزيز بن سعود بن عبد العزيز آل سعود

### زوجته
- الأميرة جواهر بنت ناصر بن عبد العزيز آل سعود (متوفاة).[3] والدة الأمير عبد العزيز، الأمير ممدوح، الأمير سعود، الأمير فهد، الأميرة منال، والأميرة عهد.
- الأميرة سلمى بنت محمد بن سعد. والدة الأمير خالد، الأمير فيصل، والأميرة الجوهرة.

### أبناؤه
- الأمير خالد بن عبد الرحمن بن سعود. متزوج من الأميرة هيا بنت صالح الشلوة وله من الأبناء الأمير بندر (متزوج من الأميرة مشاعل بنت سعد الشهيل وله من الأبناء الأميرة هيا، الأميرة ريم، الأميرة الجوهرة، والأمير خالد)، الأميرة الجوهرة (متزوجة من الأمير مساعد بن خالد بن مساعد بن سعود بن عبد العزيز آل سعود ولها من الأبناء الأميرة هيا، الأمير خالد، والأمير سلطان)، الأمير عبد العزيز، الأميرة مشاعل (متزوجة من الأمير سعود بن عبد الله آل سعود ولها من الأبناء الأمير عبد الرحمن، والأمير عبد العزيز)، الأمير عبد الرحمن، الأمير سعود، والأمير محمد.
- الأمير عبد العزيز بن عبد الرحمن بن سعود (متوفى؛ كان مشرف سابق على كرة السلة بنادي النصر). له من الأبناء الأمير عبد العزيز، الأميرة العنود (متزوجة من الأمير منصور بن فيصل بن محمد بن سعود بن عبد العزيز آل سعود)، والأميرة جواهر.
- الأمير فيصل بن عبد الرحمن بن سعود (رئيس سابق لنادي النصر). له من الأبناء الأميرة الجوهرة، والأمير فهد.
- الأمير ممدوح بن عبد الرحمن بن سعود (رئيس سابق لنادي النصر). متزوج من الأميرة الشاعرة منيرة بنت محمد الثنيان[4] وله من الأبناء الأمير الشاعر سعود (كان متزوج من الأميرة منيرة بنت فيصل بن سلمان بن محمد آل سعود، ومتزوج من الأميرة شروق بنت محمد بن حجي أبوثنين السبيعي وله من الأبناء الأمير عبد الرحمن، والأميرة سارة)، الأميرة الجوهرة، الأميرة الهنوف، والأميرة الريم، ومتزوج من الأميرة أميرة وله من البنات الأميرة غالية، والأميرة جواهر.
- الأميرة الجوهرة بنت عبد الرحمن بن سعود. متزوجة من الأمير عبد الرحمن بن فيصل بن سعود بن عبد العزيز آل سعود.
- الأميرة منال بنت عبد الرحمن بن سعود. كانت متزوجة من الأمير سعد بن فهد بن محمد بن عبد العزيز آل سعود[5]، ومتزوجة من اللواء طيار ركن الأمير نهار بن عبد الله بن سعود بن عبد العزيز آل سعود.

- الأميرة عهد بنت عبد الرحمن بن سعود (مواليد 1977).

- الأمير سعود بن عبد الرحمن بن سعود (طالب دراسات عليا وإداري لنادي النصر). متزوج من الأميرة جواهر بنت بندر بن عبد العزيز آل سعود[6] وله من الأبناء الأمير عبد الرحمن، والأميرة أريج.
- الأمير فهد بن عبد الرحمن بن سعود.

## وفاته
توفي الأمير عبد الرحمن بن سعود بن عبد العزيز آل سعود في يوم الخميس 12 جمادى الآخرة 1425هـ الموافق 29 يوليو 2004 إثر أزمة قلبيَّة واجهته، حيث كان في مكتبه يسير أمور نادي النصر، وحينما عاد للمنزل أصابته الأزمة في ساعة مبكرة من الصباح، ونقل إلى المستشفى، وصلي عليه يوم الجمعة 13 جمادى الآخرة 1425هـ الموافق 30 يوليو 2004 بعد صلاة العصر في جامع الإمام تركي بن عبد الله في مدينة الرياض ونُقل جثمانه إلى مقبرة العود حيث دفن هناك.